# Abdellah el-Enezi
Abdellah Mutlak el-Enezi (arabul: عبد الله مطلق العنزي; Rijád, 1990. május 2. –) szaúd-arábiai labdarúgó, 10 évig az en-Naszr kapusa.

## Pályafutása
Klubszinten en-Naszr csapatában játszott.
2014-től a szaúdi labdarúgó-válogatottban szerepelt.

## Sikerei, díjai
en-Naszr
- Szaúd-arábiai bajnokság (2): 2013–14, 2014-2015
- Koronaherceg kupa (1): 2013–14